# Blairstown (Missouri)
Blairstown és una població dels Estats Units a l'estat de Missouri. Segons el cens del 2000 tenia 141 habitants.

## Demografia
Segons el cens del 2000, Blairstown tenia 141 habitants, 56 habitatges, i 38 famílies. La densitat de població era de 217,8 habitants per km².
Dels 56 habitatges en un 33,9% hi vivien nens de menys de 18 anys, en un 46,4% hi vivien parelles casades, en un 14,3% dones solteres, i en un 30,4% no eren unitats familiars. En el 30,4% dels habitatges hi vivien persones soles el 12,5% de les quals corresponia a persones de 65 anys o més que vivien soles. El nombre mitjà de persones vivint en cada habitatge era de 2,52 i el nombre mitjà de persones que vivien en cada família era de 3,1.
Per edats la població es repartia de la següent manera: un 29,1% tenia menys de 18 anys, un 11,3% entre 18 i 24, un 26,2% entre 25 i 44, un 21,3% de 45 a 60 i un 12,1% 65 anys o més.
L'edat mediana era de 30 anys. Per cada 100 dones de 18 o més anys hi havia 96,1 homes.
La renda mediana per habitatge era de 21.250 $ i la renda mediana per família de 21.500 $. Els homes tenien una renda mediana de 25.833 $ mentre que les dones 20.500 $. La renda per capita de la població era de 9.613 $. Entorn del 13,6% de les famílies i el 21,2% de la població estaven per davall del llindar de pobresa.

## Poblacions més properes
El següent diagrama mostra les poblacions més properes.